# 1094 Siberia
1094 Siberia è un asteroide della fascia principale del diametro medio di circa 18,05 km. Scoperto nel 1926, presenta un'orbita caratterizzata da un semiasse maggiore pari a 2,5446199 UA e da un'eccentricità di 0,1347736, inclinata di 14,01820° rispetto all'eclittica.
Il suo nome fa riferimento alla Siberia, una regione della Russia centrale.